# مسجد سيدي البلاغ
مسجد سيدي البلاغ هو مسجد من مساجد مدينة تونس، يقع بالحلفاوين بالرّبض الشّمالي للمدينة.

## الموقع
يقع بنهج الحلفاوين عدد 156، بالقرب من جامع صاحب الطابع.

## التّسمية
استمدّ المسجد تسميته من الولي الصّالح الشيخ أبي قاسم البلاغ الذي عاش خلال القرن الثّامن و الذي عرف بحكمته.

## معرض الصّور

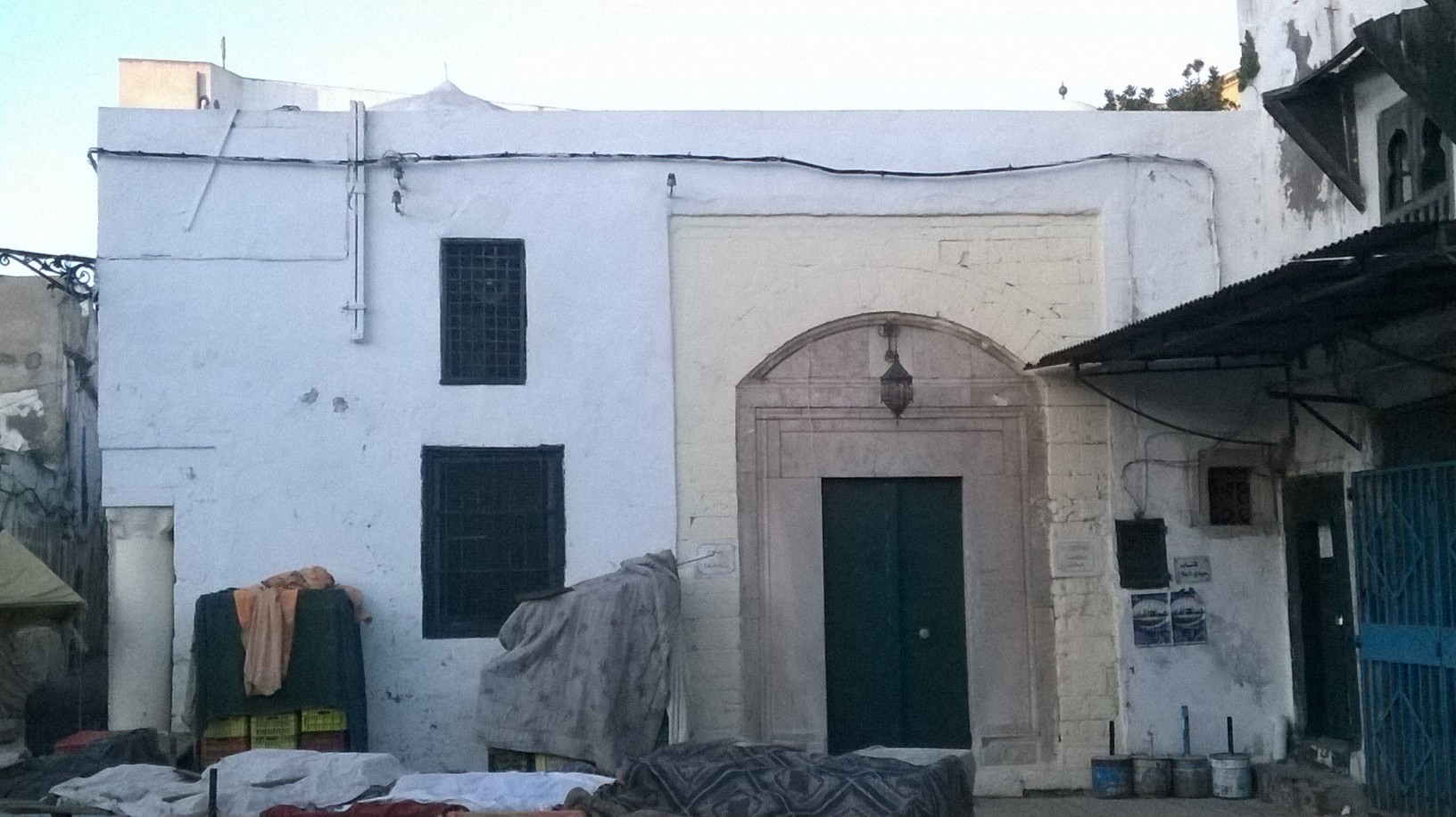
مسجد سيدي البلاغ
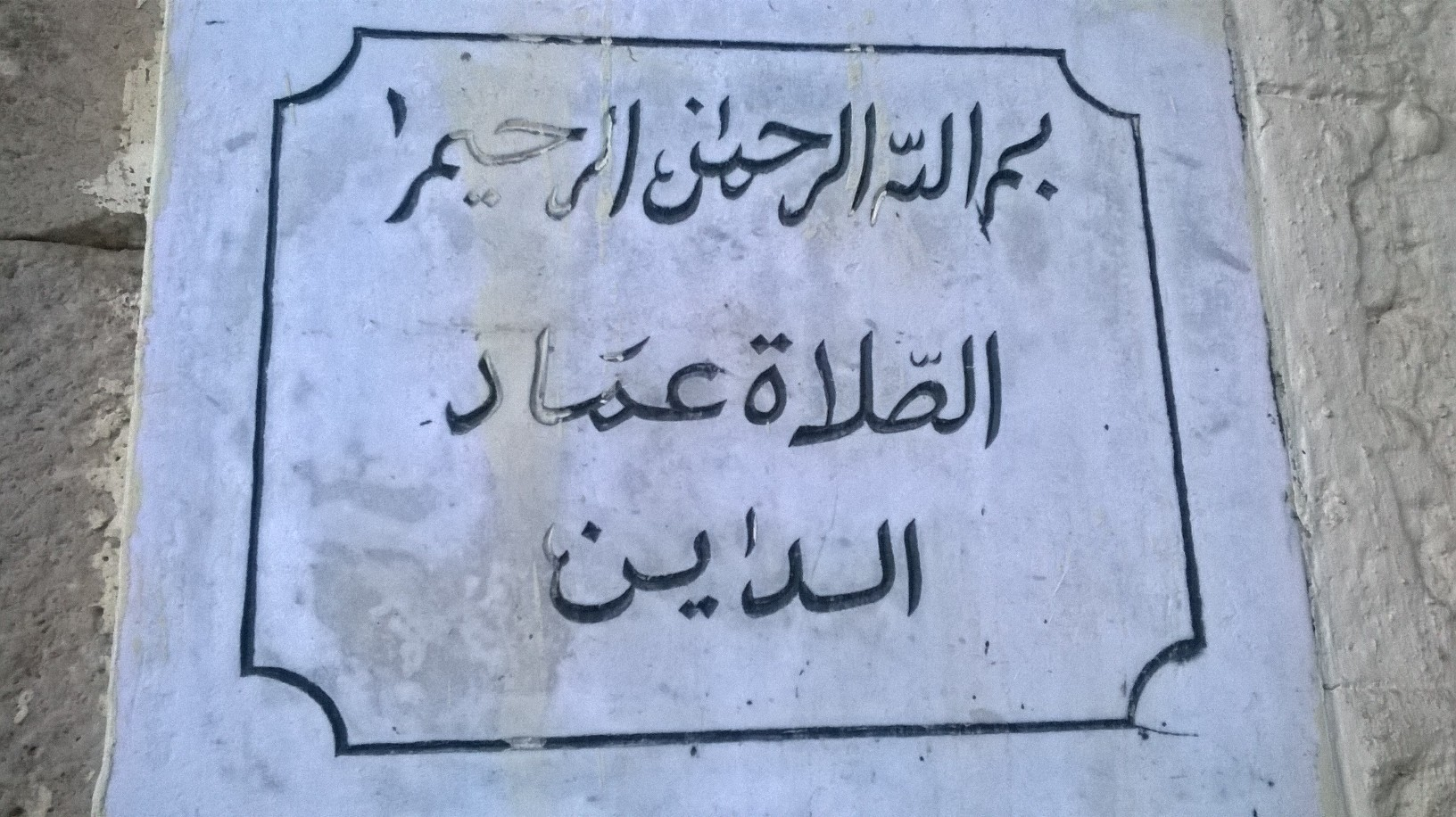
لوحة كتب عليها الصّلاة عماد الدّين
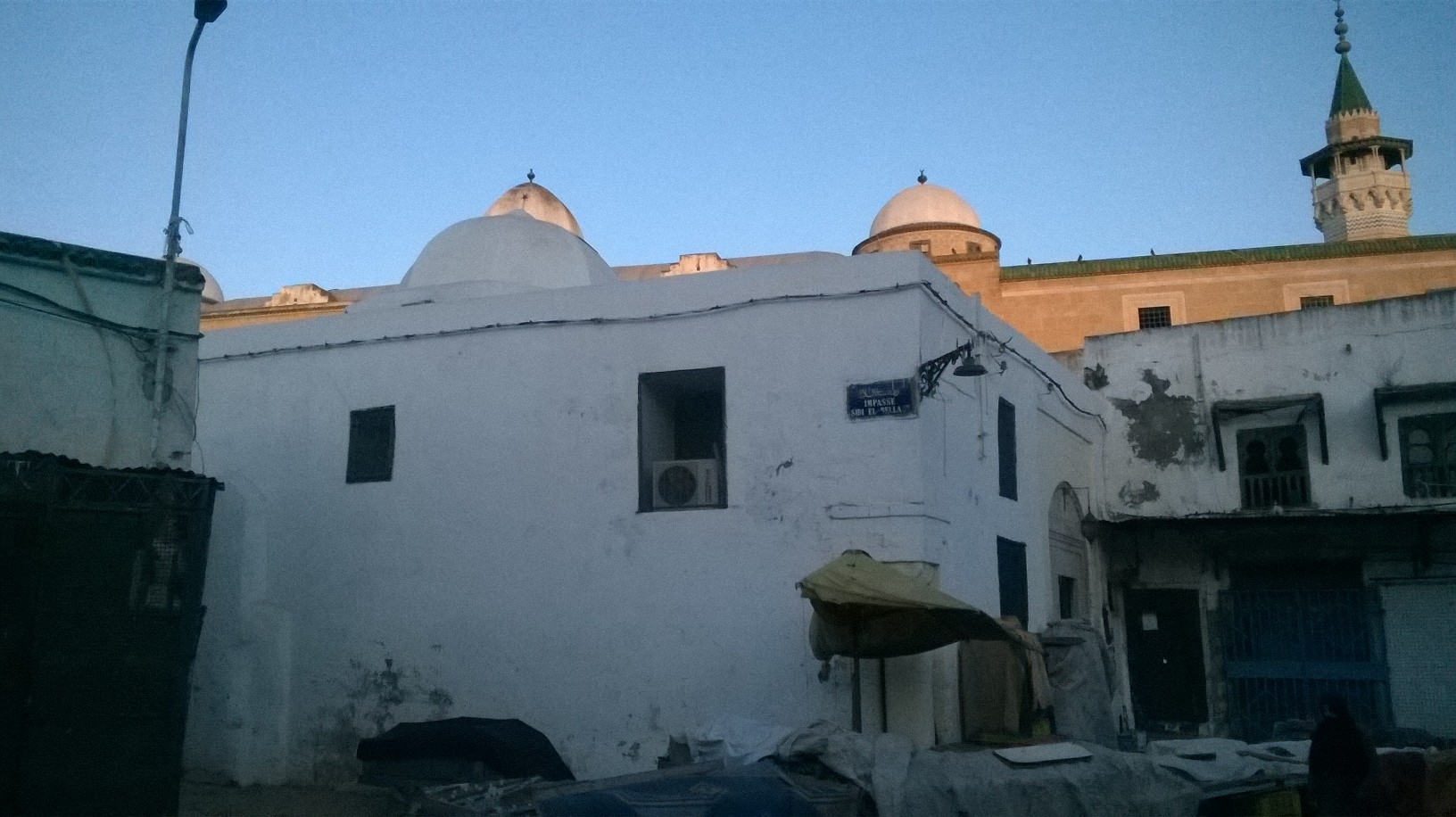
صورة تجمع بين مسجد سيدي البلاغ و جامع صاحب الطّابع